# Muhammad Aslam (Leichtathlet)
Muhammad Aslam (* 8. Februar 1922; † 23. Juli 2019) war ein pakistanischer Sprinter.
Bei den Olympischen Spielen 1952 in Helsinki erreichte er in der 4-mal-100-Meter-Staffel das Halbfinale, über 100 Meter das Viertelfinale und schied über 200 Meter im Vorlauf aus.
1954 gewann er bei den Asienspielen in Manila Silber über 200 Meter. Bei den British Empire and Commonwealth Games in Vancouver kam er mit der pakistanischen 4-mal-110-Yards-Stafette auf den fünften Platz. Über 100 Yards und 220 Yards scheiterte er im Vorlauf.
Aslan starb am 23. Juli 2019 im Alter von 97 Jahren.

## Persönliche Bestzeiten
- 100 m: 10,5 s, 1953
- 200 m: 21,5 s, 1954